# Харьковский метромост
Ха́рьковский метромо́ст — метромост закрытого типа, единственный мост Харьковского метрополитена, расположенный между станциями «Киевская» и «Академика Барабашова» Салтовской линии. Длина надземной части 980 м.

## История и описание
Пересекает реку Харьков и соединяет Среднюю Журавлёвку с Тюринкой. Начинается за построенным в 2000-х супермаркетом «Рост Киевский» (Журавлёвка) и заканчивается в промзоне перед рынком Барабашова (Салтовка).
Введён в эксплуатацию 10 августа 1984 года. При его постройке было снесено несколько кварталов жилой застройки частного сектора Журавлёвки, в основном на правом берегу реки Харьков (два-три квартала в ширину, почти полтора километра в длину).
Метромост в виде дуги, закрытый, без окон, чтобы не нарушать вентиляцию тоннелей метро. Первоначально мост был голубого цвета и с наружным освещением (фонари).
В 2001 году вход на пешеходный переход по метромосту с одного берега реки на другой был закрыт.
Под мостом протекает река Харьков.
Параллельно линии метромоста рядом с ним в конце 1980-х годов планировалось проложить проспект от спуска Веснина и улицы Шевченко (Журавлёвка, от нынешнего «Роста») по прямой линии до проспекта 50-летия СССР (Салтовка), то есть соединить напрямую Нагорный район с Салтовкой, — для чего частная застройка вдоль линии метромоста была снесена с большим запасом.
Были построены две опоры будущего автомобильного моста бок о бок с метромостом, после чего строительство остановилось.
Сейчас осуществить прямую пробивку невозможно из-за возникшего позднее, в конце 1990-х, огромного рынка Барабашова.

## Конструкция
Конструкция представляет собой закрытую двухпутную галерею, призванную создать эксплуатационные условия, максимально приближенные к тоннельным, а также снизить шум подвижного состава. Такое конструктивное решение применено впервые в практике строительства метрополитенов на территории бывшего СССР (на момент строительства).
Длина галереи — 988 м; из них правобережного переходного участка — 188 м, непосредственно эстакады — 652 и левобережного — 148 м.
В поперечном сечении галерея представляет собой однопролётную конструкцию (пролёт в свету — 8,8 м) с криволинейной формой покрытия и слегка наклонёнными внутрь стенами, которые на переходных участках собраны из сборных железобетонных блоков переменной высоты. Верх стен на одном уровне выполняется из монолитного железобетона в виде консольной горизонтальной площадки по отсыпке грунта. Рассчитаны они как консольные элементы с защемлением в основании, осуществляемым путём жёсткого стыка с лотковыми блоками. Сопряжение железобетонных стен со стенами собственно галереи выполняют внахлёстку (последние входят внутрь железобетонного корыта). Этим добиваются равных условий по теплотехническим характеристикам стен, сделанных из лёгких материалов и железобетона, обвалованного грунтом.
Между путями галерея разделена экраном высотой 2,5 м с зазорами снизу и сверху. Он представляет собой стальной каркас, обшитый асбоцементными листами усиленного профиля и предназначен для повышения комфортности работы машинистов и снижения воздушного удара от встречных поездов. Пути укладываются аналогично тоннельным — по бетону, но с устройством теплозвукоизолирующей подушки, которая располагается в корыте.